# イコクエイラクブカ
イコクエイラクブカ Galeorhinus galeus (異国永楽鱶)はドチザメ科に属するサメの一種。イコクエイラクブカ属 Galeorhinus は単型。英名にはschool shark・tope shark・soupfin shark・snapper sharkなどがある。温帯域の沿岸に広く見られ、2m程度になる。魚食性で卵胎生。乱獲が行われており、IUCNは近絶滅種と評価している。

## 形態
小型で体高は低く、吻は長い。口は大きく半月形。歯は三角形で、小さくて平たい。斜め後方に傾き、鋸歯と凹みがある。上顎と下顎で、歯の大きさ・形状は変わらない。噴水孔は小さい。第一背鰭は三角形で前縁は直線的、胸鰭のすぐ後方に位置する。第二背鰭は臀鰭と同じくらいの大きさで、それに対向して位置する。尾鰭上葉の中間あたりに欠刻がある。背面は暗い青灰色、腹面は白。幼体は鰭に黒い模様を持つ。成体の雄は135-175cm、雌は150-195cm。

## 分布
主に温帯域に生息し、深度800m以浅の、沿岸域の海底付近で見られる。分布域は広く、北東大西洋（地中海では珍しい）、南西大西洋（パタゴニアからブラジル南部）、南東大西洋（ナミビア・南アフリカ）、北東太平洋（ブリティッシュコロンビア州からバハカリフォルニア）、南東太平洋（チリ・ペルー）、オセアニア（タスマニア島を含むオーストラリア南部、ニュージーランド）に分布する。

## 生態
回遊性で、イギリスで捕獲された個体がアゾレス諸島・カナリア諸島・アイスランドで再捕獲されている。オーストラリアで捕獲された個体が沿岸にそって1200kmを旅し、ニュージーランドで捕獲されたこともある。また、オーストラリアでの標識調査では、タスマニア島で放流された個体が35年後に発見されたことがあり、魚類標識調査における再捕獲までの最長記録を更新している。この結果から、本種の寿命は35年以上あると推定される。
魚食性で、カリフォルニアでの胃内容物調査では利用できる魚類を特に選り好みせず食べていることが示された。発見された内容物は主にサーディン・イサリビガマアンコウ類・カレイ・カサゴ・イカなど。サーディンとイカは遊泳性、その他は底生動物であるため、本種は双方で摂餌行動を行っていることが推測される。
卵胎生で、受精卵は卵黄嚢によって成長する。雄は135cm、雌は150cmで性成熟する。妊娠期間は1年で、産仔数は母体の大きさにもよるが、平均28-38匹である。同腹の仔の父親が異なることがあるが、これはおそらく雌が精液を長期間保存できることによる。出産は内湾や河口など、共通の成育場で行われる。幼体はこの水域で成長し、成熟すると深場へと移動する。

## 利用

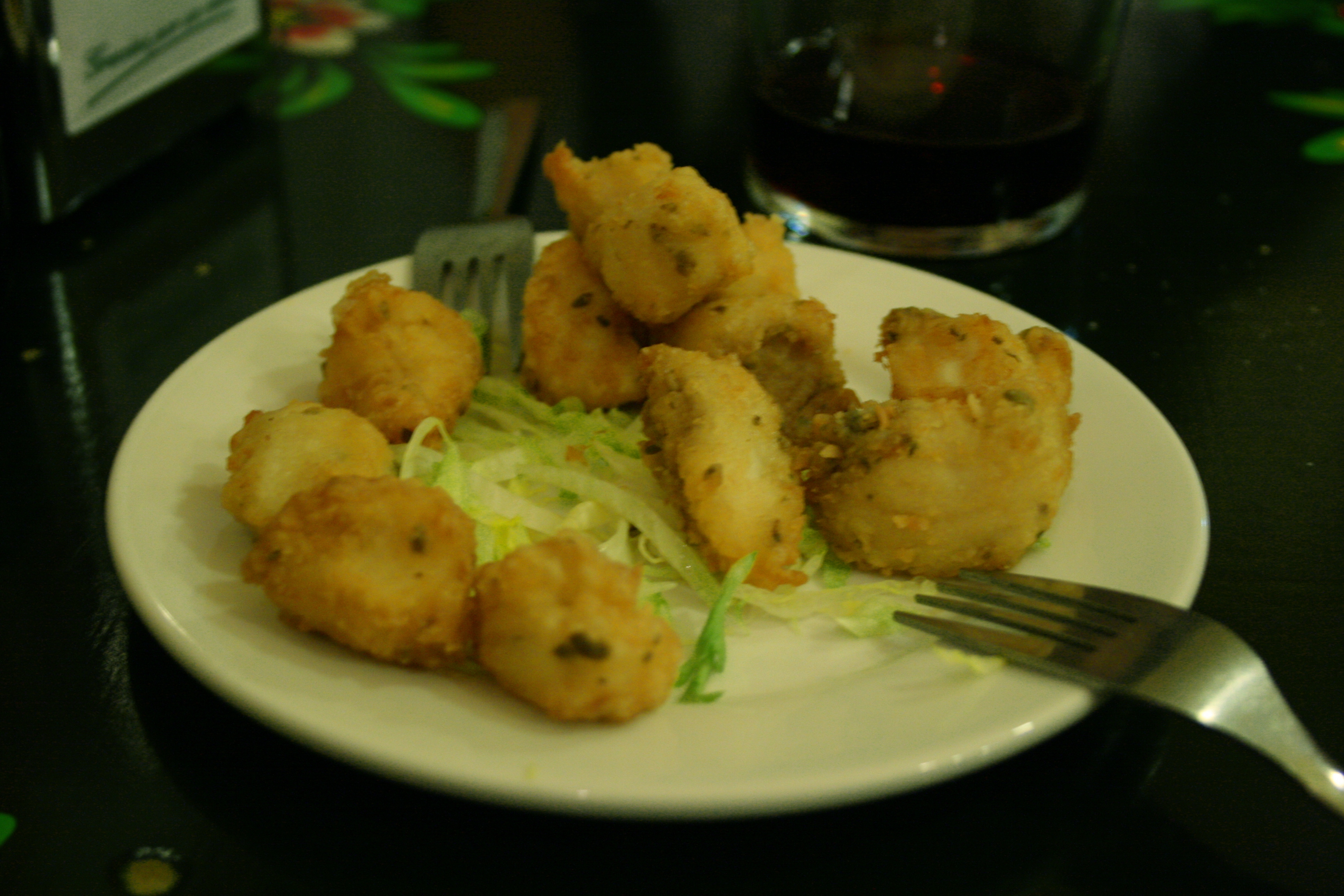
カソン・エン・アドボ

スペイン料理で肉が用いられ、"カソン" (cazón) として知られる。伝統的なレシピとしては、"カソン・エン・アドボ"やカナリア諸島の"tollos"などがある。メキシコ料理ではcazónは別種をさすが、同じように調理される。イギリスではフィッシュ・アンド・チップスに用いられることもあるが、これはタイセイヨウダラやコダラより低品質とされる。
1937年以前のカリフォルニアでは、肉は地域市場に供給され、鰭は乾燥して東アジアへと輸出されていた。だが研究により肝臓に大量のビタミンAが含まれていることが判明すると、これを目的としてより大規模な漁業が行われるようになった。第二次世界大戦中には米国の主なビタミンA供給源として乱獲され、漁獲量は次第に減少した。その後供給源はアブラツノザメやメキシコ・南米での漁業に置き換えられた。
ハグキホシザメ Mustelus antarcticus とともに、オーストラリア南部での商業漁業の最重要種となっている。
IUCNは保全状況を危急種と評価している。分布域は広いが、その大部分で肝油・肉・鰭を狙った乱獲が行われていることがその理由である。主に刺し網や延縄、まれにトロール網で漁獲される。幼体の成育場が破壊されたり、幼体に対する漁業が行われている場所もあると考えられる。海底ケーブルの磁場によって回遊ルートが乱されている可能性もある。
2010年に、グリーンピースは本種をシーフードレッドリストに加えている。